# Jonathan Hellmann
Thomas Jonathan Hellmann (* 21. Dezember 1788 in Ludwigsburg; † 25. März 1855 in Neckarsteinach) war ein hessischer Lederfabrikant und liberaler Politiker und Abgeordneter der 2. Kammer der Landstände des Großherzogtums Hessen.
Jonathan Hellmann war der Sohn des Rotgerbermeisters Jonathan Hellmann und dessen Ehefrau Eva Maria. Hellmann, der evangelischen Glaubens war, war Lederfabrikant in Neckarsteinach und heiratete Johanna Wilhelmina Philippina. Er erfand ein Verfahren zur Ledergerbung mit Birken- statt mit Eichenrinde.
Er war überzeugter Liberaler und gehörte in der Verfassungsdiskussion der 1810er Jahre im Großherzogtum zu den Vorbereitern des „schwarzen“ Landtags in Zwingenberg. Von 1826 bis 1841 gehörte er der Zweiten Kammer der Landstände an. Er wurde zunächst für den Wahlbezirk Starkenburg 9/Erbach, dann für Oberhessen 2/Gladenbach und zuletzt für Starkenburg 8/Wald-Michelbach gewählt.